# Cimberis turbans
Cimberis turbans là một loài bọ cánh cứng trong họ Nemonychidae. Loài này được miêu tả khoa học đầu tiên năm 1989 bởi Kuschel.